# Lomariopsis wrightii
Lomariopsis wrightii là một loài dương xỉ trong họ Lomariopsidaceae. Loài này được Mett. ex D.C. Eaton mô tả khoa học đầu tiên năm 1860.
Danh pháp khoa học của loài này chưa được làm sáng tỏ. 